# Федеральний суд Швейцарії
Федеральний суд Швейцарії (нім. Bundesgericht, фр. Tribunal fédéral, італ. Tribunale federale, ромш. Tribunal federal) — верховний суд Швейцарської Конфедерації. Є найвищим судовим органом. Належить до судової гілки влади державної влади у Швейцарії.
Знаходиться в Лозанні, кантон Во, декілька відділів розташовано в Люцерні, в однойменному кантоні. Судова система Швейцарії складається з двох рівнів: федеральний і кантональний. На федеральному рівні як суди першої інстанції діють Федеральний кримінальний суд, Федеральний адміністративний суд і Федеральний патентний суд, які розглядають справи, що випливають з федерального законодавства. Федеральні збори Швейцарії призначають від 35 до 45 федеральних суддів, на даний момент Президентом Федерального суду Швейцарії є Коллі Гілберт.
Федеральний суд Швейцарії є останньою інстанцією у вирішенні спорів у галузі цивільного права (громадянин — громадянин), вирішення цивільно-правових спорів між суспільством і федеральним урядом (громадянин — держава), а також спори між кантонами та між кантонами і Конфедерацією. Справи в області порушення прав людини можуть бути оскаржені в Європейському суді з прав людини в Страсбурзі.
Як державний орган, Федеральний суд стежить за однаковим застосуванням закону у федеральних і кантональних судах. Федеральний суд захищає права громадянина, гарантовані йому Федеральною конституцією Швейцарії. Він може прийняти до розгляду скарги на рішення та вироки вищих кантональних судів, якщо вони суперечать конституції і федеральному законодавству.

## Організація правосуддя
Федеральний суд складається з органів управління і палат. Органи управління складаються з Конференції Президентів та Адміністративної комісії. Палати представлені сімома відділами та Апеляційним комітетом.

### Органи управління
Конференція Президентів складається з президентів всіх семи відділів суду, з числа цих семи президентів обирається Генеральний Секретар конференції, який нарівні з іншими бере участь у засіданні, та який має право голосу.
Конференція несе відповідальність за:
1. Ухвалення перекладів і єдиних правил для проектування суджень.
2. Координація закону серед відділів.
3. Консультація за проектом законодавства[15].

Адміністративна комісія складається з Президента, Віце-президента, та звичайного судді Федерального суду Швейцарії. Генеральний секретар комісії також бере учать в засіданнях і має право голосу.
Адміністративна комісія несе відповідальність за відправлення правосуддя. Вона відповідає за:
1. Розподіл федеральних суддів по відділам на прохання Конференції Президентів.
2. Прийняття бюджету для представлення Федеральним Зборам.
3. Призначення секретарів суду та їх розподіл по відділах на прохання відомств.
4. Надання наукових і адміністративних послуг.
5. Забезпечення належної підготовки персоналу.
6. Уповноваження судів загальної юрисдикції по проведенню додаткових заходів, після консультацій з Конференції Президентів.
7. Здійснення нагляду за Федеральним кримінальним судом і Федеральним адміністративним судом.
8. Вирішення всіх інших адміністративних питань, які не входять у загальну компетенцію суду або Конференції президентів[17].

### Палати
Перша палата публічного права розглядає скарги щодо порушенню основних конституційних прав, гарантованих конституцією, діє в складі 6 суддів.
Друга палата публічного права розглядає справи у сфері державного управління, оподаткування, фінансових ринків, адміністративного права та інші, що випливають з публічного права, включаючи конституційні скарги в цих сферах. Діє у складі 6 суддів.
Перша палата цивільного права розглядає цивільно-правові спори між федеральною та кантональною владою або між кантонами, а також конституційні скарги в області зобов'язального права, договорів страхування, інтелектуальної власності, конкуренції, міжнародного арбітражу. Діє у складі 5 суддів.
Друга палата цивільного права розглядає справи, пов'язані з сімейним, спадковим, земельним і речовим правом, а також корпоративним правом і банкрутством, включаючи конституційні скарги у всіх цих сферах. Діє у складі 6 суддів.
Касаційна палата з кримінальних справ розглядає касаційні скарги у кримінальних справах, у тому числі конституційні скарги на положення матеріального і процесуального кримінального права. Діє у складі 5 суддів.
Перша палата з соціально-правових питань розглядає справи і конституційні скарги в галузі страхування по безробіттю, соціальної допомоги, військового страхування. Діє у складі 5 суддів.
Друга палата з соціально-правових питань розглядає справи і конституційні скарги в галузі медичного страхування, страховок по старості, інвалідності, втраті годувальника тощо. Діє у складі 5 суддів.
Апеляційний комітет розглядає апеляційні скарги на рішення суду. Складається з трьох звичайних суддів, які не є членами Адміністративної комісії.